# Keşxurt
 (juin 2021).
Keşxurt (également Keshkhurt) est un village du district d'Ismailli en Azerbaïdjan.  Le village fait partie de la municipalité de Gəraybəyli, Ismailli (en).